# Айльйон
Айльйон (ісп. Ayllón) — муніципалітет в Іспанії, у складі автономної спільноти Кастилія-і-Леон, у провінції Сеговія. Населення — 1387 осіб (2010).
Муніципалітет розташований на відстані близько 110 км на північ від Мадрида, 80 км на північний схід від Сеговії.
На території муніципалітету розташовані такі населені пункти: (дані про населення за 2010 рік)
- Айльйон: 1131 особа
- Естебанвела: 81 особа
- Франкос: 9 осіб
- Градо-дель-Піко: 12 осіб
- Сальданья-де-Айльйон: 38 осіб
- Санта-Марія-де-Ріаса: 72 особи
- Сантібаньєс-де-Айльйон: 24 особи
- Вальв'єха: 20 осіб

## Демографія
Динаміка населення (INE ):

## Галерея зображень

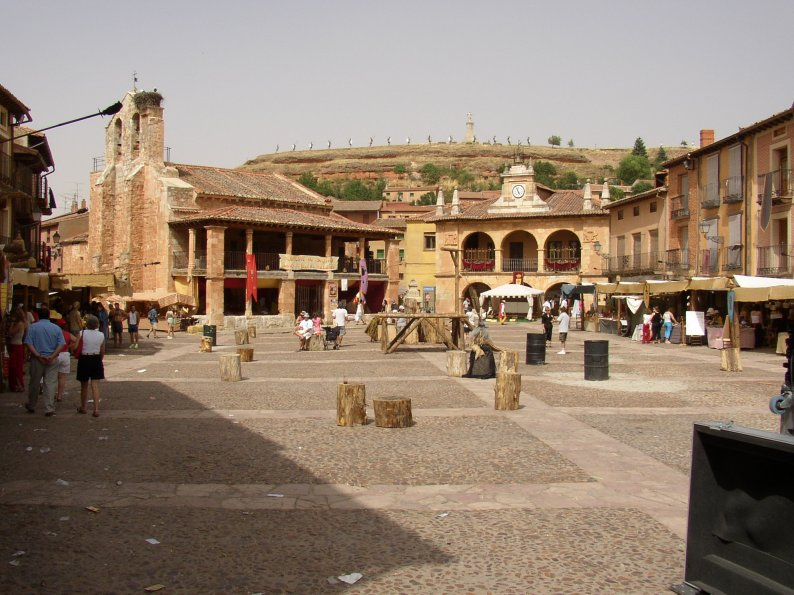
Центральна площа